# Romeins-Chinese betrekkingen

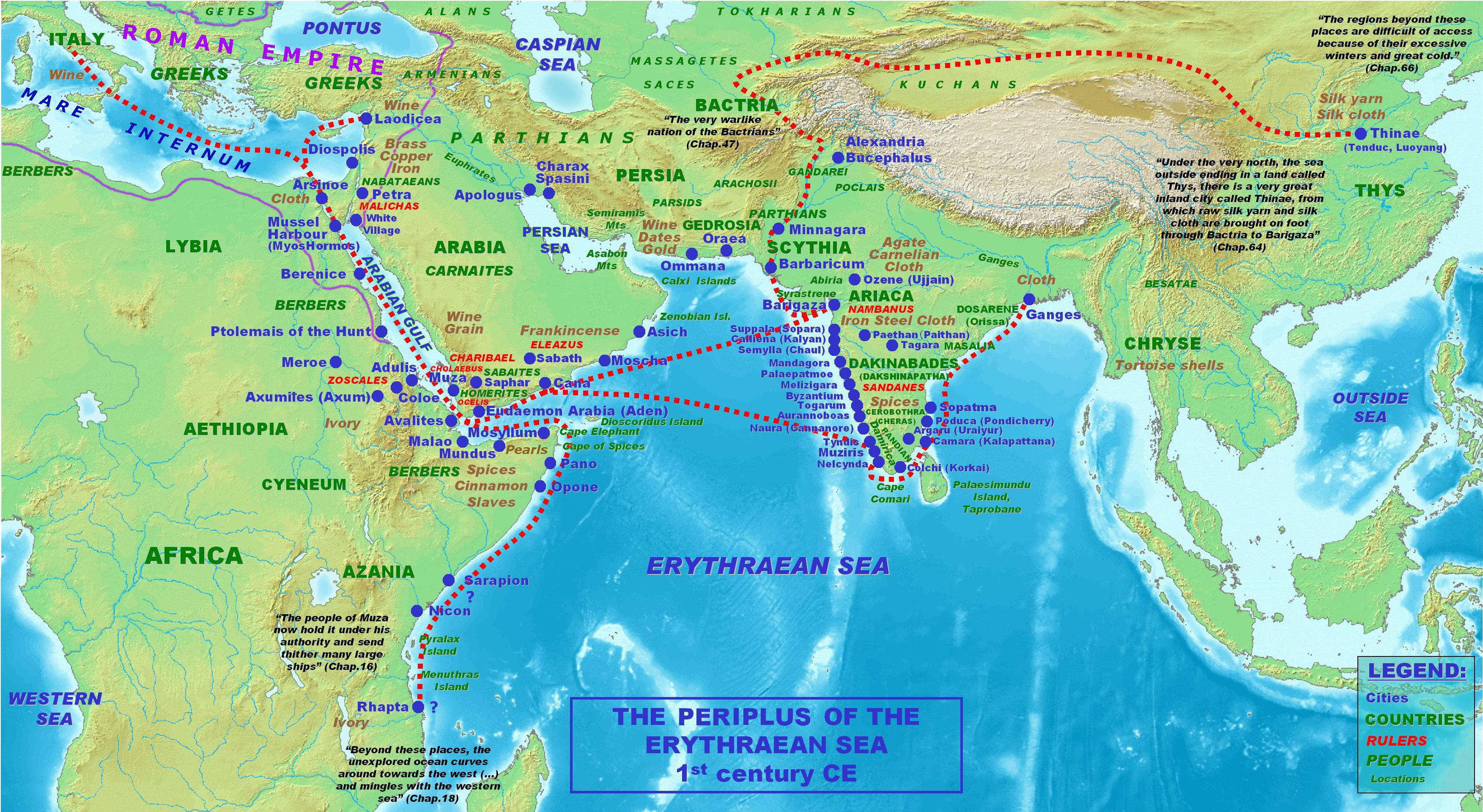
Routes en plaatsen, vermeld in de Periplus van de Erythreïsche Zee.

In de tijd dat beide rijken bestonden zijn de Romeins-Chinese betrekkingen altijd indirect gebleven. Het Romeinse Rijk en Han-dynastie lagen respectievelijk in het westen en het oosten van het Euraziatisch continent. Door vooral de Romeinse expansie naar het oosten in de periode van 150 v.Chr tot 150 n.Chr, maar ook door Chinese invallen in Centraal-Azië kwamen de oostgrens van het Romeinse Rijk en de westgrens van de Han-dynastie steeds dichter bij elkaar te liggen. Krachtige tussenliggende rijken: zoals het Parthische Rijk en Kushana hielden de twee Euraziatische grootmachten echter permanent van elkaar gescheiden. Het wederzijds bewustzijn van elkaars bestaan bleef vaag en onduidelijk.
Lees ook: Wisten de Romeinen af van China? door Rein Brobbel in isgeschiedenis.nlwaar hij enige Romeinse schrijvers en Engelstalige literatuur hierover aanhaalt.